# Y1B-7 (航空機)

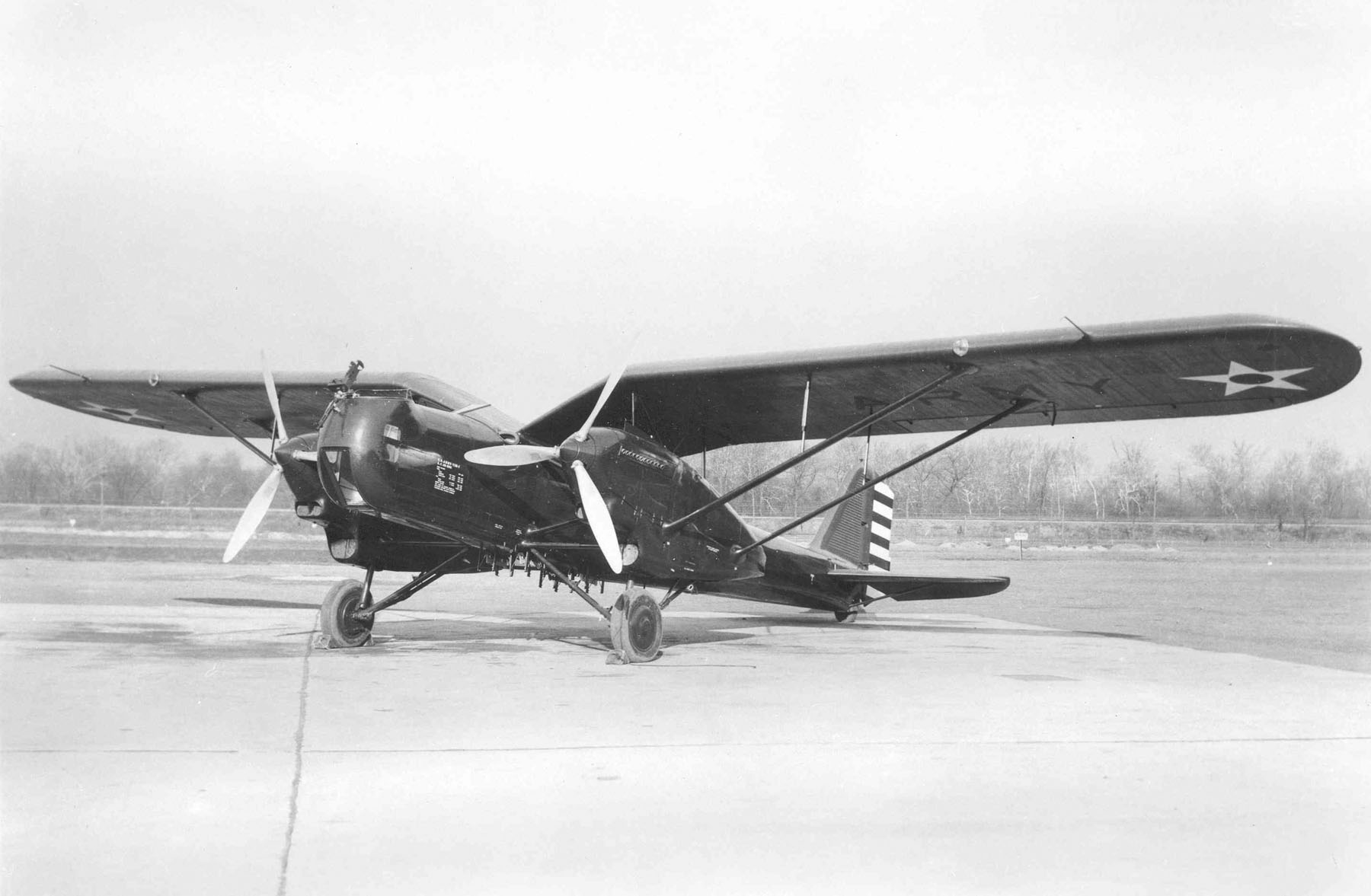
ダグラス Y1B-7

ダグラス Y1B-7（Douglas Y1B-7）は、1930年代のアメリカ陸軍航空隊の爆撃機。B記号のついたアメリカの爆撃機としては最初の単葉爆撃機である。観測機として開発された機体から爆撃機へ転用が試みられたが、爆弾搭載量が小さいことから量産されることはなかった。

## 概要
Y1B-7はXO-35、XO-36としてフォッカー YO-37と比較評価されていた機体から開発された。単葉機であり、主翼はガル翼で高翼に配置された。主翼はコルゲート処理が施されたジュラルミン張りだった。XO-35、XO-36は陸軍航空隊から発注を受け、その性能は当時陸軍航空隊の主力であったキーストン社の複葉爆撃機の地位に替わるものとなっていった。
陸軍航空隊はXO-36を爆撃機として開発することを決定し、XB-7の記号を与え、544kgの爆弾を装着する爆弾架を取り付けた。1931年8月に8機の実用評価機Y1B-7が発注された。1932年にXB-7は引き渡され、試験は終了した。数ヶ月後にエンジンをカーチス コンカラーに強化し、エンジンナセルをつけ、プロペラを2葉から3葉に変更したY1B-7の初号機が納入された。主翼を強化するために追加された張り線によって空気抵抗が増加したが、それでも従来の複葉爆撃機に対して優速であった。乗員は4人で、操縦士と副操縦士のほかに2人の機銃手が機首と機尾に搭乗した。
評価の結果はよいものだったが、爆弾搭載量が少ないことやマーチン B-10などの新鋭機の開発が進んでいたことから、量産されることはなかった。6機のB-7とO-35などが、1934年のスキャンダルに伴って行われることになり、多くの事故機を出した陸軍航空隊による航空郵便業務に投入された。O-35は欠けることなく1930年代後半まで運用されたが、4機のB-7は事故で失われた。残る2機は1938年末と1939年に退役した。

## 要目

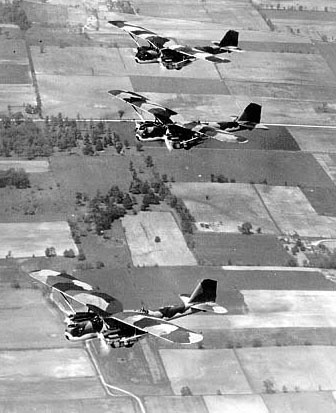
Y1B-7 の編隊

| 項目          | Y1B-7のデータ                                     |
| ------------- | ------------------------------------------------- |
| 全長:         | 13.9 m                                            |
| 全幅:         | 19.9 m                                            |
| 翼面積:       | 57.71 m2                                          |
| 全高:         | 3.7 m                                             |
| エンジン:     | カーチス V-1570-27 コンカラー 675 PS (504 kW) × 2 |
| 最大速度:     | 293 km/h                                          |
| 航続距離:     | 1,020 km                                          |
| 巡航高度:     | 6,200 m                                           |
| 空虚重量:     | 2,503 kg                                          |
| 全備重量:     | 4,515 kg                                          |
| 最大離陸荷重: | 5,070 kg                                          |
| 武装:         | 7.7 mm 機銃 × 2、540 kg 爆弾                      |